# Zeitelmoos

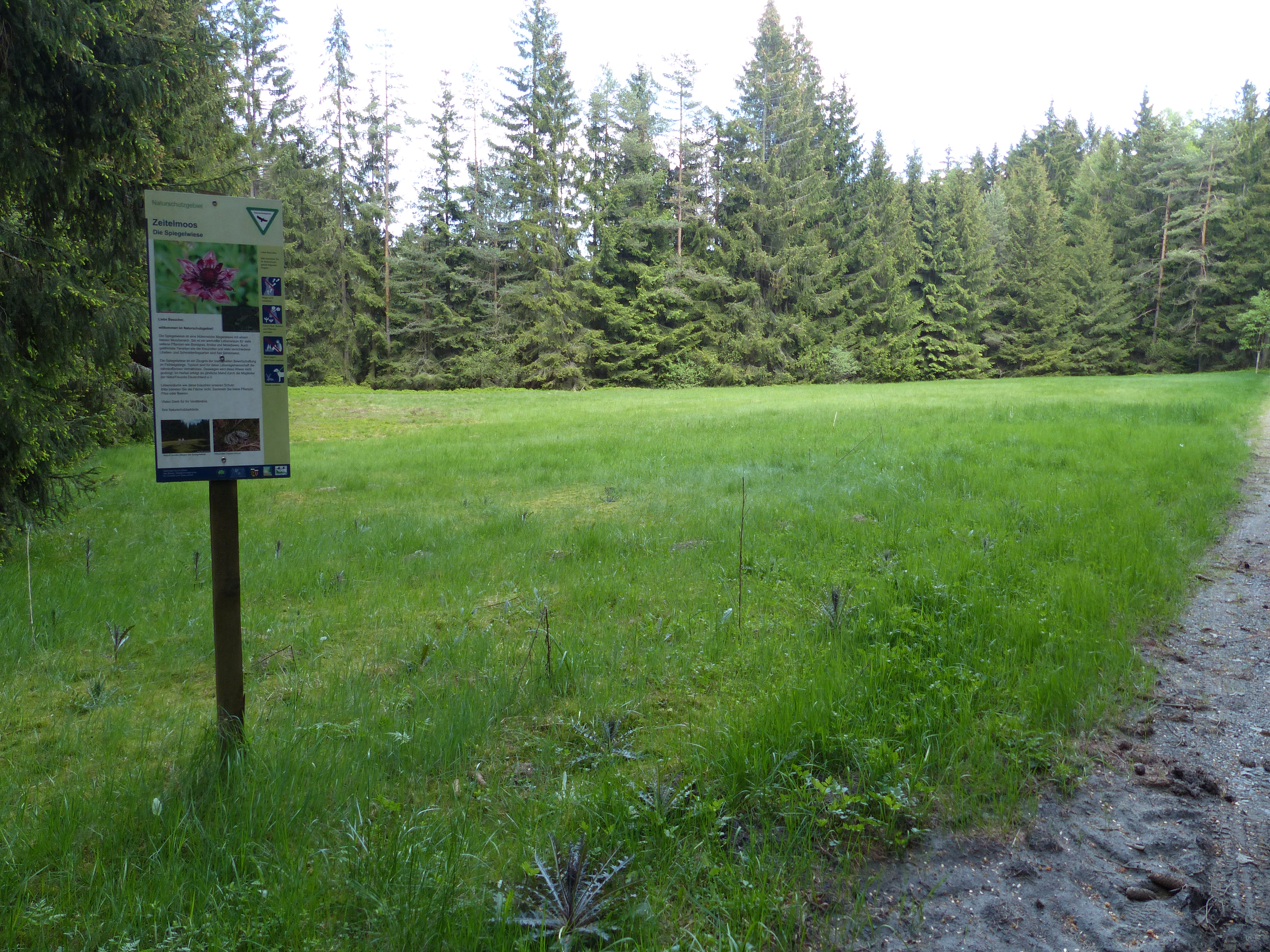
Spiegelwiese

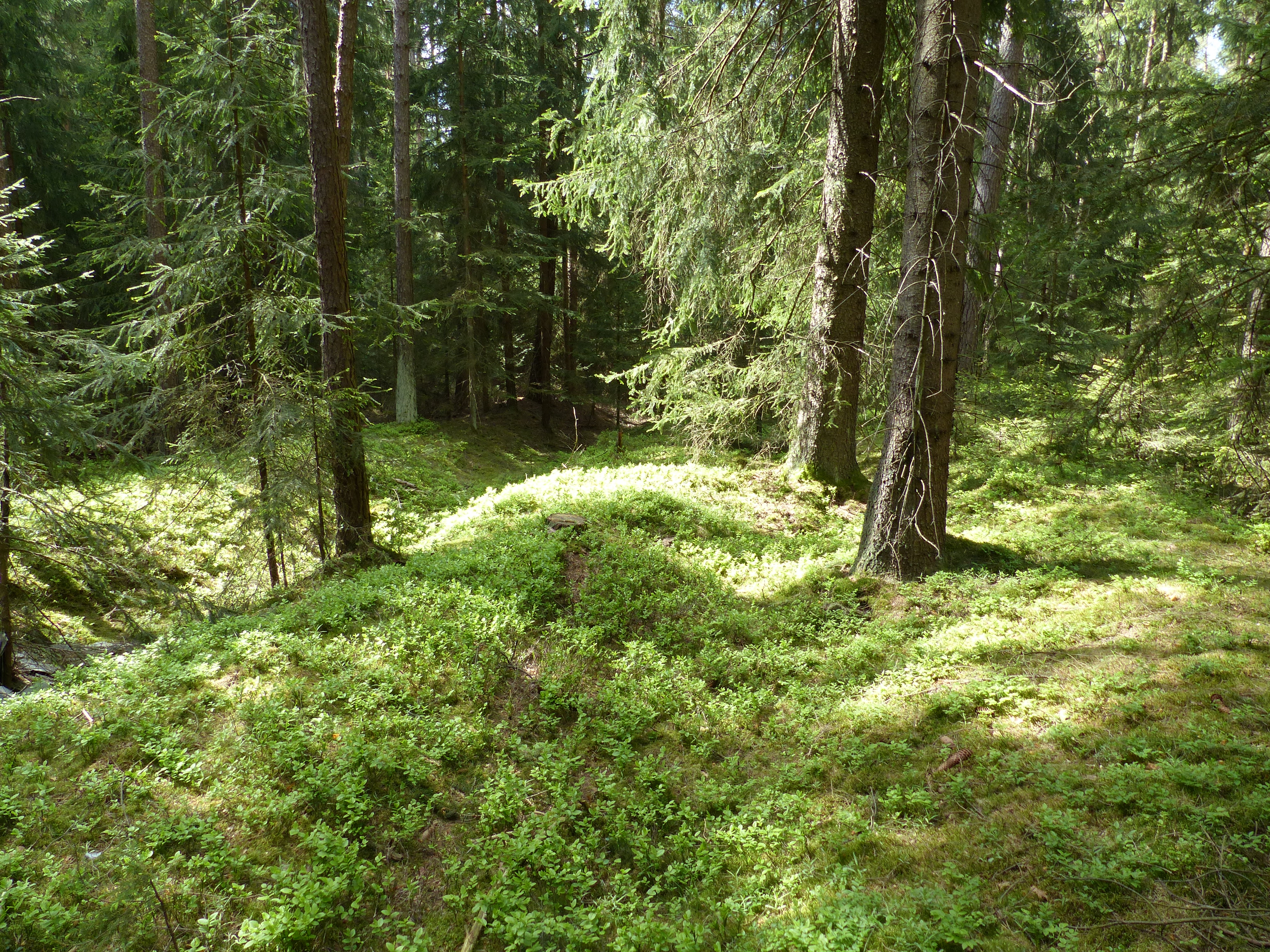
Spuren alter Wege

Das Zeitelmoos ist ein Waldgebiet und Hochmoor im Fichtelgebirge (Oberfranken), gehört zur Naturräumlichen Haupteinheit Selb-Wunsiedler Hochfläche (395) und liegt zwischen den Orten Wunsiedel, Hildenbach, Vordorf und Grün im Landkreis Wunsiedel im Fichtelgebirge.
Frühere Schreibweisen des Zeitelmooses waren „Zerrmoß“, „Zerrnmooß“ oder „Zehrlmoß“, ab dem 16. Jahrhundert auch „Zeitelweyd“. Zeitel bedeutet Waldbienenwirtschaft (Zeidlerei) und Moos wurde für Lohen, Sumpfgebiete verwendet. Das Zeitelmoos ist als vierteiliges Naturschutzgebiet (NSG-00351.01) ausgewiesen.

## Naturschutzgebiet
Große Teile davon, etwa 78 Hektar, sind seit 1989 Naturschutzgebiet. Die Unterschutzstellung verfolgt den Zweck, ein ehemals intaktes Hochmoor mit seinen vielfältigen Regenerationsstadien einschließlich der nährstoffarmen, sauren Gewässer zu erhalten, um die für diesen Lebensraum typische oder spezialisierte Tier- und Pflanzenwelt zu schützen und die für verschiedene Lebensgemeinschaften nötige Bodenbeschaffenheit, den Wasserhaushalt und die Wassereigenschaften zu sichern.

## Wirtschaftliche Nutzung
Im Zeitelmoos wurde im Mittelalter die Waldbienenwirtschaft betrieben, das Zeidelgericht in Weißenstadt musste zweimal jährlich tagen. Das Hutrecht (Weiderecht) für ihre Viehherden im Zeitelmoos hatten damals die Bauern aus Göringsreuth, Hildenbach, Birk, Vierst, Brücklas, Grün und Wunsiedel. Nicht unbedeutend war die Torfgewinnung für den Hausbrand, die von den Hildenbacher Bauern bis 1960 ausgeübt wurde. Heute wird durch die Bayerischen Staatsforsten und die Stadt Wunsiedel Waldwirtschaft betrieben. Die Gemeinde Röslau nutzt das Zeitelmoos zur Trinkwassergewinnung.

## Altstraßen
Verschiedene Altstraßen durchzogen das Moorgebiet, der Eisensteinweg erinnert daran. Auf ihm verlief auch die Ortsverbindungsstraße von Wunsiedel nach Weißenstadt.

## Gewässer
In dem Gebiet gibt es viele Weiher. Der große Zeitelmoosweiher ist allerdings im 19. Jahrhundert eingegangen.
Der große südliche Gebietsteil des Zeitelmooses ist das Quellgebiet des  Zeitelmoosbachs, dessen Wasser über den Bibersbach und die Röslau in die Eger abfließt, die drei kleinen nördlichen Gebietsteile entwässern dagegen über den Dieserbach zur Eger.

## Sagen
Die Überlieferung berichtet von allerlei Spukgestalten, Wichteln, grauen Männlein und Moosweiblein, die besonders zur Nachtzeit im Zeitelmoos ihr Unwesen getrieben haben sollen. August Kopisch hat ihnen das Gedicht Zeitelmoos („Im Zeitelmoos ist's abends nicht geheuer…“) gewidmet.